# 60 Segundos (canção)
"60 Segundos" é uma canção do cantor sertanejo brasileiro Gusttavo Lima, lançado em Fevereiro de 2012 e extraído de seu segundo álbum ao vivo Gusttavo Lima e Você, sendo o terceiro single.

## Composição
A música escrita por Pedro Eduardo, conta com um enredo romântico e com uma forte interpretação.

## Apresentações ao vivo
A canção foi apresentada exclusivamente no programa Agora é Tarde, no dia 8 de fevereiro de 2012. O cantor também cantou a canção no programa Tudo é Possível no dia 26 de fevereiro de 2012, e também cantou os sucessos "Inventor dos Amores", "Rosas, Versos e Vinhos", "Cor de Ouro" e "Balada". Um ano depois, a música foi cantada no Programa do Ratinho no dia 4 de março, juntamente com as canções "Balada" e "Inventor dos Amores".

## Desempenho nas paradas
| Paradas (2012)                       | Melhor Posição |
| ------------------------------------ | -------------- |
| Brasil - (Billboard Hot 100 Airplay) | 14             |